# Elias Präger
Elias Hirsch Präger ( Februar 1767 in Jungholtz, Elsass, Frankreich – 10. Mai 1847 in Bruchsal) war Rabbiner in Bruchsal.

## Familie
Elias Präger (auch Preger geschrieben) war der Sohn des Rabbiners Moses Präger.
Er war verheiratet mit Gittel (Auguste), geborene Löwenstein. Aus dieser Ehe entstammen zwei Söhne: Liebel (geboren am 1. August 1812 in Altdorf) und Moses (geboren am 1. Januar 1817 in Altdorf). In zweiter Ehe war er mit Judith Singer (1786–1850) verheiratet.

## Leben
Elias Präger ging mit 16 Jahren an die Jeschiwa des Raphael Ris in Hagenthal-le-Bas und mit 19 Jahren nach Mannheim zu Michel Scheuer. Gleichzeitig war er dort Privatschüler von Abraham Naun. Er war zunächst Hauslehrer in Frankfurt am Main. Danach ließ er sich als Lehrer und Kaufmann in Altdorf nieder und wurde ab 1819 Rabbinatsverweser in Bühl. 1822 wurde er  Rabbiner in Bruchsal und mit der Einrichtung der Bezirksrabbinate 1827 dort Bezirksrabbiner. Er führte eine Talmudschule. Sein Sohn Moses Präger wurde nach seinem Tod Nachfolger als Bezirksrabbiner in Bruchsal. Elias Präger starb 1847 und wurde auf dem  jüdischen Friedhof Obergrombach bestattet. 
Präger gehörte zu den gemäßigten Reformern.